# تپه چغاهست
تپه چغاهست مربوط به دوران پیش از تاریخ ایران باستان، سده‌های اولیه دوران‌های تاریخی پس از اسلام است و در شهرستان فارسان، بخش مرکزی، دهستان میزدج سفلی، جنوب شرق روستای چغاهست واقع شده و این اثر در تاریخ ۲۷ اسفند ۱۳۸۷ با شمارهٔ ثبت ۲۶۵۶۱ به‌عنوان یکی از آثار ملی ایران به ثبت رسیده است.